# Glande submandibulaire

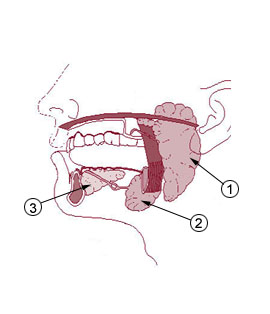
1 Parotide
2 glande submandibulaire
3 glande sublinguale

La glande sous-mandibulaire ou submandibulaire, aussi appelée glande sous-maxillaire, est une glande salivaire de grosseur variable (7 à 10 g) située dans la loge sous-mandibulaire, sous la mandibule en para-médian.
Le canal excréteur de la glande est le canal de Wharton qui se draine en sublingual de part et d'autre du frein de la langue.

## Anatomie

### Loge sous-maxillaire
Les limites de la loge sous-mandibulaire sont la mandibule en supérieur, les ventres antérieur, postérieur et la poulie du muscle digastrique en inférieur. Antérieurement on retrouve le ventre antérieur muscle digastrique tandis que postérieurement se positionne le muscle stylo-hyoïdien.

### Plancher
La glande submandibulaire repose en dessous et en dehors du muscle mylo-hyoïdien (à l'extérieur de ce dernier).

### Rapports nerveux et vasculaires
- Vascularisation superficielle : artère et veine faciales
- Surcroisé par la branche inférieure (ou cervico-faciale) du nerf facial (VII)

### Rapports profonds
On retrouve de bas en haut : le nerf hypoglosse (XII), le canal de Wharton, le nerf lingual (partie inférieure).
Le nerf lingual est une branche du nerf mandibulaire, V3. Il donne l'innervation sensitive et sensorielle (corde du tympan) de la langue en avant du V lingual.

## Histologie
Les glandes submandibulaires sont essentiellement séreuses. Elles comportent ainsi une prédominance d'acini séreux et quelques acini muqueux et mixtes.

## Fonction
Les glandes submandibulaires participent avec les glandes sublinguales et parotides à la production de la salive.
Selon une étude récente (2018), in vitro la salive sub-mandibulaire humaine s'est montrée capable de diminuer l'infectivité du virus de l'immunodéficience humaine de type 1 (VIH-1). Une fraction protéique dotée d'une activité anti-VIH a pu être isolée et purifiée dans la salive et a été testée pour sa capacité à inhiber l'infection ; deux glycoprotéines sialiées de poids moléculaire élevé dont été identifiées : l'agglutinine salivaire et la mucine, ainsi que plusieurs protéines de poids moléculaire inférieur encore à décrire. Ces protéines salivaires spécifiques semblent interagir avec le VIH-1 via la Gp120 avec comme résultant une baisse de l'infectivité, notamment en provoquant (rôle probable de la mucine) une agrégation des virus. Cette action n'a été observée que pour le VIH 1 et non pour d'autres adénovirus, ni pour le virus Herpes simplex type 1 (HSV-1), l'HIV-2, ou le virus de l'immunodéficience simienne,.

## Pathologie
La glande sous-mandibulaire est la glande salivaire la plus concernée par la pathologie lithiasique qui peut être explorée notamment par sialendoscopie, qu'il s'agisse de colique salivaire ou de sialadénite.
La pathologie tumorale est moins fréquente qu'au sein de la glande parotide. L'adénome pléomorphe est la tumeur la plus communément retrouvée.